# Adam Rogacki
Adam Maksym Rogacki (Kalisz; 20 de Fevereiro de 1976 — ) é um político da Polónia. Ele foi eleito para a Sejm em 25 de Setembro de 2005 com 6905 votos em 36 no distrito de Kalisz, candidato pelas listas do partido Prawo i Sprawiedliwość.